# 비호상쟁
"비호상쟁"(飛虎相爭)은 한국에서 제작된 유순 감독의 1978년 영화이다. 장일도 등이 주연으로 출연하였고 최춘지 등이 제작에 참여하였다.

## 출연

### 주연
- 장일도
- 황향수
- 장일식
- 황국양

## 기타
- 조명: 마용천